# Добра (Турекский повет)
Добра (Турекский повет) (пол. Dobra (powiat turecki)) — город в Польше, входит в Великопольское воеводство, Турекский повет. Занимает площадь 1,84 км². Население — 1561 человек (на 2004 год).

## История
В 1770 году русские войска разбили при Добре большую колонну барских конфедератов, захватив 15 пушек. В 1863 году небольшой русский отряд вновь разбил при Добре восставших поляков.